# Светско првенство у спортској гимнастици 1903.
1. Светско првенство у спортској гимнастици одржано је од 14.—16. августа 1903. у Антверпену Белгија. Такмичење се одржавало само у мушкој конкуренцији у шест дисциплина и то вежбе на вратилу, разбоју, круговима, коњу са хватаљкама, појединачни вишебој и екипни вишебој. Учествовале су само четири репрезентације.

## Земље учеснице
- Белгија
- Француска
- Холандија
- Луксембург

## Резултати
| Дисциплина          | Злато | Злато  | Сребро | Сребро | Бронза | Бронза |
| вратило             | Жозеф Мартинез · Француска | 20,50  | Charles van Hulle · Белгија · Пјер Пасе · Француска · Жил Лекутр · Француска                                            | 20,00  | — | —      |
| разбој              | Жозеф Мартинез · Француска · Франсоа Антже · Луксембург                                                                                           | 20,00  | Ежен Дуа · Белгија · Андре Бордан · Луксембург                                                                          | 19,50  | — |        |
| кругови             | Жозеф Мартинез · Француска | 20,00  | Франсоа Валраван · Француска · Жозеф Лукс · Француска                                                                   | 19,00  | |        |
| коњ са хватаљкама   | Georges Dejaeghere · Француска · Жозеф Лукс · Француска · Henricus Thyssen · Холандија                                                            | 18,00  | |        | |        |
| вишебој појединачно | Жозеф Мартинез · Француска | 122,00 | Georges Wierincky · Белгија · Жозеф Лукс · Француска                                                                    | 121,50 | |        |
| вишебој екипно      | Француска · Allégre · Joseph Bollet · Georges Charmoille · Daube · Georges Dejaeghere · J. Lecontre · Жозеф Лукс · Жозеф Мартинез · Pierre Payssé | 990,0  | Белгија · Жан Калсон · Ежен Дуа · Шарл Ланиј · Пол Манжен · Auguste van Ackere · Albert van de Roye · Charles van Hulle | 981,0  | Луксембург · Андре Бордан · Антоан Бордан · Пол Фурнел · François Hentges · Алберт Кајзер · Theodore Kimmes · Nicolas Kummer · Jean Lacaff · Мартин Милер | 909,0  |

## Биланс медаља
|    | Држава     | Злато | Сребро | Бронза | Укупно |
| -- | ---------- | ----- | ------ | ------ | ------ |
| 1. | Француска  | 7     | 4      | 0      | 11     |
| 2. | Луксембург | 1     | 0      | 2      | 3      |
| 3. | Холандија  | 1     | 0      | 0      | 1      |
| 4. | Белгија    | 0     | 4      | 1      | 5      |
|    | Укупно (4) | 9     | 8      | 3      | 20     |